# Lymnas hodia
Lymnas hodia är en fjärilsart som beskrevs av Butler 1870. Lymnas hodia ingår i släktet Lymnas och familjen Riodinidae. Inga underarter finns listade i Catalogue of Life.